# Dvorana Sluga
U izmišljenom svetu Roberta Džordana, svetu Točka Vremena, Dvorana Sluga je bila centar moći Aes Sedai u vreme Doba Legendi, pandan Beloj Kuli u Trećem Dobu.
Dvorana Sluga se nalazila u Paren Dizenu, koji je bio i glavni grad sveta na kraju Drugog Doba.
Vođa Sluga je bio neko ko se prosto zvao Prvi među Slugama. On ili ona je nosio Tamirlin prsten, kao simbol njihovog vođstva. Tamirlin je bila prva osoba koja je usmeravala Jednu Moć, i taj prsten je možda prvi produkt Jedne Moći, možda čak i prvi angreal. Malo pre Rata Moći, Luis Terin Telamon je bio Prvi među Slugama.

## Literatura
- Robert Jordan's The Wheel of Time series Архивирано на веб-сајту  (5. март 2013)
- [мртва веза]